# Chris Elliott
Christopher Nash „Chris” Elliott (ur. 31 maja 1960 w Nowym Jorku) – amerykański aktor, scenarzysta, reżyser i producent.

## Życiorys
Urodził się w Nowym Jorku jako syn Virginii Lee Peppers, modelki / reżyserki telewizyjnej, i Roberta Bracketta „Boba” Elliotta, aktora / komika. Jego rodzina była pochodzenia angielskiego, niemieckiego i szkockiego.
Wiele pierwszych ról filmowych Elliotta były rolami drugoplanowymi, które nie wiązały się z komedią. Dopiero w latach 80. został rozpoznawalny, gdy grał w show Late Night With David Letterman, gdzie wcielał się w różne role.
Wystąpił w sitcomach – Jim wie lepiej (2002–2004), Wszyscy kochają Raymonda (2003–2005), Jak poznałem waszą matkę  (2009–2014) i Schitt’s Creek (2015–2020), a także w komediach – Dzień świstaka (1993), Sposób na blondynkę (1998) i Straszny film 2 (2001).

## Życie prywatne
8 marca 1986 poślubił Paulę Niedert. Mają dwie córki: Abby (ur. 16 czerwca 1987) i Bridey (ur. 27 lipca 1990).

## Filmografia

### Filmy
- 1983: Lianna jako oświetleniowiec
- 1984: Hyperspace jako skoczek
- 1984: My Man Adam jako Spooner
- 1986: Action Family jako Chris
- 1986: Łowca jako Zeller
- 1987: FDR: A One Man Show jako Franklin Delano Roosevelt
- 1989: Nowojorskie opowieści jako złodziej
- 1989: Otchłań jako Bendix
- 1992: Medusa: Dare to Be Truthfu jako Andy
- 1993: The Traveling Poet jako Alan Squire
- 1993: Dzień świstaka jako Larry
- 1993: CB4 jako A. White
- 1994: Housewives: The Making of the Cast Album jako Chris
- 1994: Poolside Ecstacy jako mężczyzna od basenu
- 1994: Chłopak okrętowy jako Nathanial Mayweather
- 1995: The Barefoot Executive jako Jase Wallenberg
- 1995: Kręglogłowi jako gracz
- 1998: Sposób na blondynkę jako Dom Woganowski
- 2000: Dzień bałwana jako Roger Stubblefield
- 2000: Gruby i chudszy 2: Rodzina Klumpów jako manager restauracji
- 2001: The Sky Is Falling jako Święty Mikołaj
- 2001: Straszny film 2 jako Hanson
- 2001: Osmosis Jones jako Bob
- 2003: Caged jako Stuart
- 2007: I'll Believe You jako Eugene
- 2008: Christmas Cottage jako Ernie
- 2009: The Fish Tank
- 2009: (Nie) Tylko taniec jako Ron
- 2010: Speed-Dating jako inspektor Green
- 2012: Dyktator jako Ogden
- 2013: Renaissance Girl jako artysta

### Seriale
- 1982: Late Night with David Letterman
- 1985: Late Night with David Letterman
- 1987: Policjanci z Miami jako Danny Allred
- 1987: The Equalizer jako Rags Maloney
- 1989: Tattingers jako Spin
- 1990–1992: Get a Life jako Chris Peterson
- 1994: Przygody Piotrków jako Meterman Ray
- 1994–1995: Saturday Night Live
- 1995: Murphy Brown jako Steve
- 1996: Skrzydła jako Steve
- 1996: Murphy Brown jako Steve
- 1997: Duckman: Private Dick/Family Man jako dr Reamus Elliott
- 1997: Sabrina, nastoletnia czarownica jako Warren
- 1997–1998: Naga prawda jako Bradley Crosby
- 1998: Herkules jako Tryton
- 1998: Pomoc domowa jako Chris Malley
- 1999: Tracey Takes On... jako Gilbert Bronson
- 1999: The Outer Limits jako Jack Parson
- 1999–2000: Dilbert jako Dogbert (głos)
- 2000–2001: Cursed jako Larry Heckman
- 2001: Ed jako Chet Bellafiore
- 2001: Diabli nadali jako F. Moynihan
- 2002: Byle do przodu jako Jeff Hackman
- 2002: Jim wie lepiej jako Gaylord Pierson
- 2003: Bobby kontra wapniaki jako Rob Holguin (głos)
- 2003: Jim wie lepiej jako Gaylord Pierson
- 2003–2005: Wszyscy kochają Raymonda jako Peter MacDougall
- 2004: Jim wie lepiej jako Gaylord Pierson
- 2004: Brygada ratunkowa jako Jeffrey Barton
- 2005: Różowe lata siedemdziesiąte jako Bray
- 2006: Diabli nadali jako Pete
- 2006: Straszny film 4 jako Ezekiel
- 2006: Minoriteam jako włóczęga
- 2007–2008: Bobby kontra wapniaki jako Chris Sizemore (głos)
- 2007–2008: Late Night with David Letterman
- 2008: Code Monkeys jako Chris
- 2008: Bobby kontra wapniaki jako Ed Burnett (głos)
- 2008: Prawo i bezprawie jako Anton Thibodeaux
- 2009: Jak poznałem waszą matkę jako Mickey Aldrin
- 2010: Futurama jako V-Giny
- 2011: SpongeBob Kanciastoporty jako kapitan (głos)
- 2011: Znudzony na śmierć jako rybak
- 2011–2012: Eagleheart jako Chris Monsanto
- 2011–2012: Jak poznałem waszą matkę jako Mickey Aldrin
- 2012: Metalocalypse
- 2015–2020: Schitt’s Creek jako Roland Schitt